# Wendy Shalit
Wendy Shalit (Milwaukee, Wisconsin, 1975) és una escriptora estatunidenca que ha publicat diversos llibres sobre el paper de la dona i del sexe a la societat, i que escriu al The New York Times, al The Wall Street Journal i la revista Slate.
Es va doctorar en filosofia pel Williams College el 1997. El seu primer llibre, A Return to Modesty, va ser controvertit i va generar diverses crítiques. L'escriptora també va rebre cartes de suport de dones joves desencantades amb l'anomenada revolució sexual. Aquest motiu la va portar a crear un fòrum de suport en línia juntament amb vint persones més de diverses edats anomenat Modestlyyours.

## Llibres
- A Return to Modesty: Discovering the Lost Virtue, Free Press, 1999.[6]
- Girls Gone Mild: Young Rebels Reclaim Self-Respect and Find It's Not Bad to Be Good, Random House, 2007.
- The Good Girl Revolution: Young Rebels with Self-Esteem and High Standards, Random House, 2008.[7]
- Retorno al pudor, Ed. Rialp, Madrid, 2012. ISBN 9788432139635